# The Summit Church: The Genesis Project
The Summit Church: The Genesis Project – trzeci solowy minialbum Davida Hodgesa wydany w 2003 roku.

## Twórcy
- David Hodges – śpiew, teksty, tło wokalu, fortepian, keyboard, gitara akustyczna
- Will Reedy – teksty
- Leslie Harper – teksty

## Lista utworów
1. "You Are The Light" – 3:49
2. "Make Us Whole" – 4:34
3. "For You Only" – 2:03